# Afogados da Ingazeira
Afogados da Ingazeira es un municipio brasileño del estado de Pernambuco. Administrativamente, el municipio está formado por el distrito sede y por los poblados de Carapuça y Queimada Grande. Tiene una población estimada al 2020 de 37 404 habitantes.

## Historia
La ciudad de Afogados da Ingazeira se originó en una antigua finca perteneciente a Manuel Francisco da Silva. El desarrollo de la ciudad se remonta a 1870, una época en que creció la construcción de viviendas. 
El origen del nombre se explica por la siguiente historia: en tiempos lejanos, una pareja de viajeros que intentaba cruzar el río Pajeú, en tiempos de crecida, fue tomada por la corriente y desapareció, solo días después se encontraron los cadáveres, como el municipio era un distrito de la ciudad de Ingazeira y ya existía una comunidad en Recife, llamado "Afogados" (Ahogados), terminó incorporando el nombre de Ingazeira a su nombre. De ahí el nombre de Afogados da Ingazeira. También hay quienes dicen que la pareja fue encontrada debajo de un almendro. La ciudad se hizo conocida en el panorama nacional, por ser el lugar donde nació Antônio Silvino, uno de los principales líderes del cangaço en el noreste, antes de Lampião.

## Geografía
Se localiza a una latitud 07º45'03" sur y a una longitud 37º38'21" oeste, a una altitud de 514 metros. Su población estimada en 2008 era de 35.314 habitantes y forma parte del Valle del Pajeú. Afogados se destaca por ser sede de diversos órganos públicos y de poseer educación superior. Posee el segundo IDH de la Región del Alto del Pajeú.
El municipio se localiza en la Depresión Sertaneja. Presenta relieves suaves y ondulado, con valles estrechos. 

### Vegetación
La vegetación nativa es la Caatinga con algunos sectores de flora caducifolia.

### Clima
El clima es semiárido, con período lluvioso entre noviembre y abril. La precipitación anual media es de 431,8 mm.
El municipio está incluido en el área geográfica de cobertura del semiárido brasilero, definida por el Ministerio de la Integración Nacional en 2005. Esta delimitación tiene como criterios el índice pluviométrico, el índice de aridez y el riesgo de sequía.

## Economía
- Plantación Permanente: Banana, castaña de cajú, guayaba, naranja, limón y mango.
- Plantación Temporária: Batata dulce, cebolla, frijol, mandioca, maíz y tomate.
- Ganadería: Bovinos, ovinos, cabras, leche, huevos y miel de abeja.